# Homecoming (Bill Evans)
Homecoming è un album dal vivo del musicista statunitense Bill Evans, pubblicato postumo nel 1999.

## Tracce
1. Re: Person I Knew (Bill Evans) - 4:03
2. Midnight Mood (Ben Raleigh, Joe Zawinul) - 6:22
3. Laurie (Evans) - 7:46
4. Theme from M*A*S*H (Suicide Is Painless) (Mike Altman, Johnny Mandel) - 4:11
5. Turn Out the Stars (Evans) - 4:52
6. Very Early - 5:11
7. But Beautiful (Johnny Burke, Jimmy Van Heusen) - 4:12
8. I Loves You, Porgy (George Gershwin, Ira Gershwin, DuBose Heyward) - 5:40
9. Up with the Lark (Jerome Kern, Leo Robin) - 5:38
10. Minha (All Mine) (Francis Hime) - 3:41
11. I Do It for Your Love (Paul Simon) - 5:52
12. Some Day My Prince Will Come (Frank Churchill, Larry Morey) - 6:25
13. Interview with Bill Evans by Rod Starns - 6:00

## Formazione
- Bill Evans - piano
- Marc Johnson - basso
- Joe LaBarbera - batteria